# ایوب بی‌لی
ایوب بی‌لی (به ترکی آذربایجانی: Əyyubbəyli) یک منطقه مسکونی در جمهوری آذربایجان است که در شهرستان اسماعیل‌لی و در دهیاری گرابیلی واقع شده‌است.